# Кляйнбозінген
Кляйнбозінген (нім. Kleinbösingen) — громада  в Швейцарії в кантоні Фрібур, округ Зее.

## Географія
Громада розташована на відстані близько 20 км на захід від Берна, 12 км на північ від Фрібура.
Кляйнбозінген має площу 3 км², з яких на 9,2% дозволяється будівництво (житлове та будівництво доріг), 65% використовуються в сільськогосподарських цілях, 20,8% зайнято лісами, 5% не є продуктивними (річки, льодовики або гори).

## Демографія
2019 року в громаді мешкало 702 особи (+20,6% порівняно з 2010 роком), іноземців було 7,5%. Густота населення становила 232 осіб/км².
За віковим діапазоном населення розподілялося таким чином: 21,2% — особи молодші 20 років, 60,8% — особи у віці 20—64 років, 17,9% — особи у віці 65 років та старші. Було 280 помешкань (у середньому 2,5 особи в помешканні).
Із загальної кількості 126 працюючих 27 було зайнятих в первинному секторі, 38 — в обробній промисловості, 61 — в галузі послуг.